# Peggy Carr
Peggy Carr (San Vicente, 1955) es una periodista, poeta y diplomática antillana. Residente en Taiwán, ha sido representante de San Vicente y las Granadinas en el país asiático. .

## Biografía
Carr nació en San Vicente en 1955. Creció en un pequeño pueblo rural y, aunque su madre trabajaba en la ciudad, vivía en una granja con sus abuelos. Empezó a escribir poesía muy joven.
Como periodista, Carr trabajó como funcionaria de la Agencia de Información Pública, antiguo Servicio de Información Gubernamental, en San Vicente y las Granadinas. Tras visitar Taiwán en varias ocasiones, se trasladó allí en 2000, donde ha trabajado en medios de comunicación, como redactora en la Agencia Central de Noticias.
Además de su trabajo como periodista, Carr trabajó como asistente no oficial de San Vicente y las Granadinas a Taiwán durante muchos años, antes de que se abriera formalmente una embajada en 2019. Sus esfuerzos incluyeron ayudar a los estudiantes vicentinos en Taiwán a adaptarse a la cultura local. Tras la apertura de la embajada, Carr fue nombrada embajadora cultural de San Vicente y las Granadinas a finales de 2019.
La poesía de Carr se ha publicado en varias antologías, entre ellas Creation Fire: A CAFRA Anthology of Caribbean Women's Poetry, Caribbean Poetry Now y el Oxford Book of Caribbean Verse de 2005. Su primera colección en solitario, Echoes from a Lonely Nightwatch, se publicó en 1989, seguida de Fresh Tracks in an Ancient Land en 1996 y Honey and Lime en 2006.
Su primera novela, Shape of a Warrior, una obra de ficción histórica para jóvenes adultos, fue publicada en octubre de 2020 por la editorial Emmanuel, con sede en Dominica.
Carr escribe principalmente en inglés, pero su libro Honey and Lime también contiene una sección en criollo vicentino.
En 2014, su poema "Flight of the Firstborn" fue elegido por BBC Radio Scotland para representar a San Vicente y las Granadinas en su serie "Postales poéticas".

## Obras escogidas
- Ecos de una ronda de noche solitaria (1989)
- Huellas frescas en una tierra antigua (1996)
- Miel y lima (2006)